# Передвижная Механизированная Колонна
Передвижная Механизированная Колонна (варианты: ПМК № 5, ПМК-5) — упразднённый посёлок в Кизлярском районе Дагестана. Входил в состав сельского поселения сельсовет «Черняевский». После 2002 году учитывается как часть села Черняевка. Фактически посёлок продолжает существовать как самостоятельный населенный пункт.

## Географическое положение
Населённый пункт расположен у Огузерского канала, на трассе Кизляр-Крайновка. Находится в 0,5 км от западной окраины центра сельского поселения — села Черняевка и в 29 км к северо-востоку от города Кизляр.

## Население
| 1970 | 1989 | 2002 | 2010 |
| ---- | ---- | ---- | ---- |
| 41   | ↗186 | ↗230 | ↗268 |

Национальный состав
По данным Всероссийской переписи населения 2002 года:
| № | Национальность | Численность, чел. | Доля |
| - | -------------- | ----------------- | ---- |
| 1 | аварцы         | 119               | 52 % |
| 2 | даргинцы       | 50                | 22 % |
| 3 | русские        | 20                | 9 %  |
| 4 | чеченцы        | 13                | 6 %  |
| 5 | кумыки         | 8                 | 3 %  |
| 6 | лакцы          | 8                 | 3 %  |
| 7 | другие         | 12                | 5 %  |

## Образование
В посёлке ПМК находится Черняевская школа-интернат.